# Réflexe de sursaut acoustique
Le réflexe de sursaut acoustique est une réponse défensive aux stimuli sonores brusques ou menaçants, et est associée à une incidence négative. 
Le réflexe de sursaut est une réaction réflexe du tronc cérébral qui sert à protéger l'arrière du cou et les yeux (clignement de paupières). Il facilite la fuite à des stimuli soudains. L'état émotionnel d'une personne peut conduire à une variété de réponses.

## Descriptions
Le réflexe de sursaut acoustique est généralement causé par un stimulus auditif supérieur à 80 décibels et se produit très rapidement, de l’ordre de 30 ms à 50 ms après le bruit (Lang, Cuthbert, & Bradley, 1990).

## Mécanismes
Il y a beaucoup de voies et de structures cérébrales impliqués dans le réflexe : l'amygdale, l'hippocampe, noyau de la strie terminale et le cortex cingulaire antérieur jouent un rôle dans la modulation de ce réflexe,.

## Utilisation en recherche scientifique

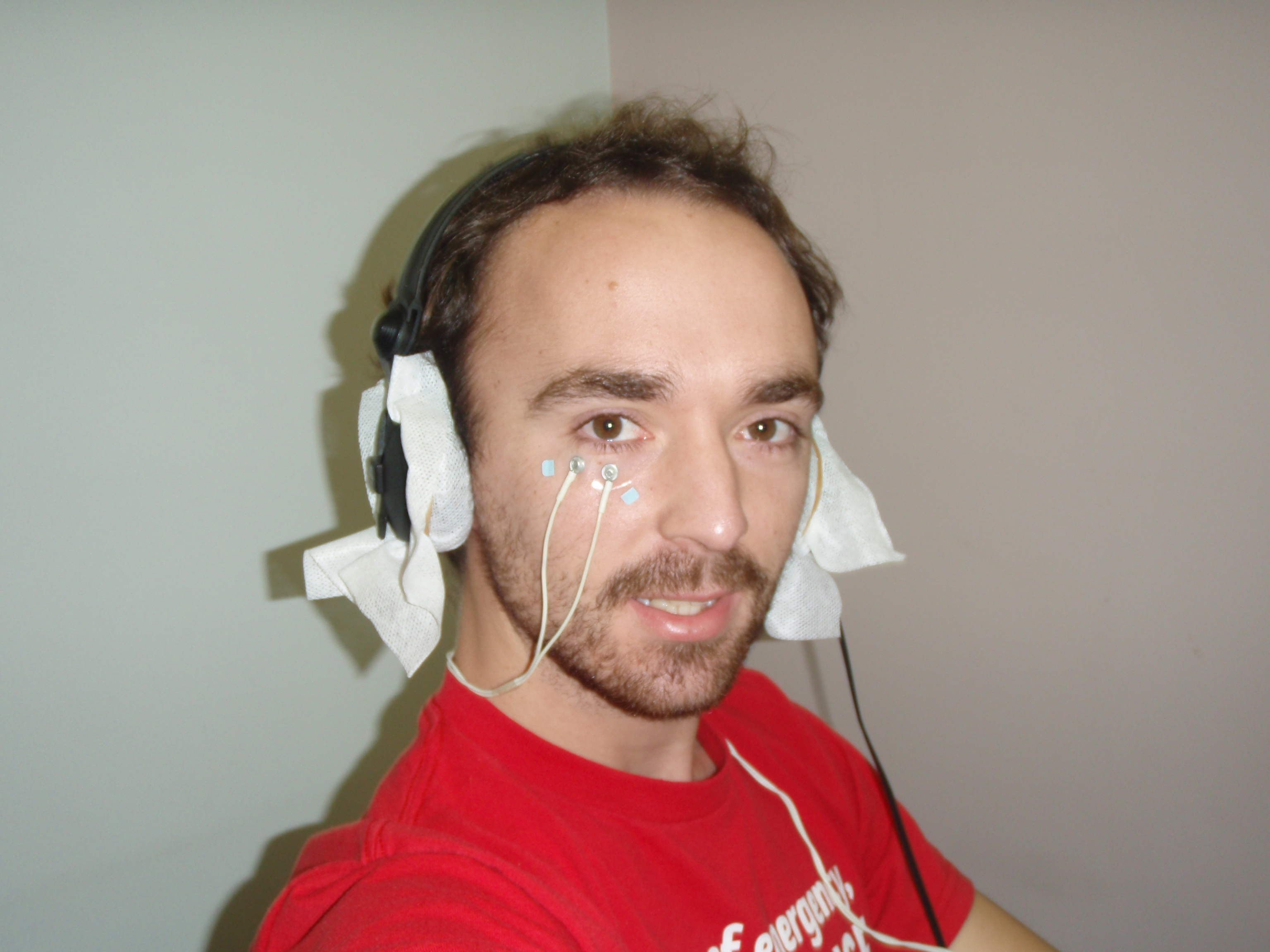
Mesure des inhibitions du réflexe de sursaut acoustique chez l'Homme (Prepulse inhibition).

### Inhibition du réflexe de sursaut (PPI)
L'Inhibition du réflexe de sursaut est un phénomène neurologique dans laquelle un pré-stimulus plus faibles inhibe la réaction d'un organisme à un stimulus fort. Les stimuli sont généralement acoustique. La réduction de l'amplitude du réflexe de sursaut acoustique reflète la capacité du système nerveux centrale pour s'adapter, temporairement, à un fort stimulus sensoriel quand un signal plus faible le précède et avertit l'organisme. 
Les déficits de l'inhibition du réflexe de sursaut se manifeste dans l'incapacité à filtrer les informations inutiles. Ces déficits sont notés chez les patients souffrant de maladies comme la schizophrénie et la maladie d'Alzheimer, et chez les personnes sous l'influence de drogues.

### Recherche sur l'hyperacousie
Chez le rat, une injection de 250 mg/kg de salicylate induit une augmentation de l’amplitude du réflexe acoustique de sursaut et particulièrement à 80, 90 et 100 dB SPL (Sun et al., 2009). Elle est interprétée comme traduisant un comportement lié à de l’hyperacousie. Cette modification du sursaut acoustique permet de mettre au point des modèles animaux pour l'étude de ce trouble auditif. 

### Recherche sur les acouphènes
Fournier et Hébert (2012) ont montré que l'amplitude du réflexe de sursaut acoustique était généralement plus fort chez les personnes atteintes d'acouphènes.